# Schraffen

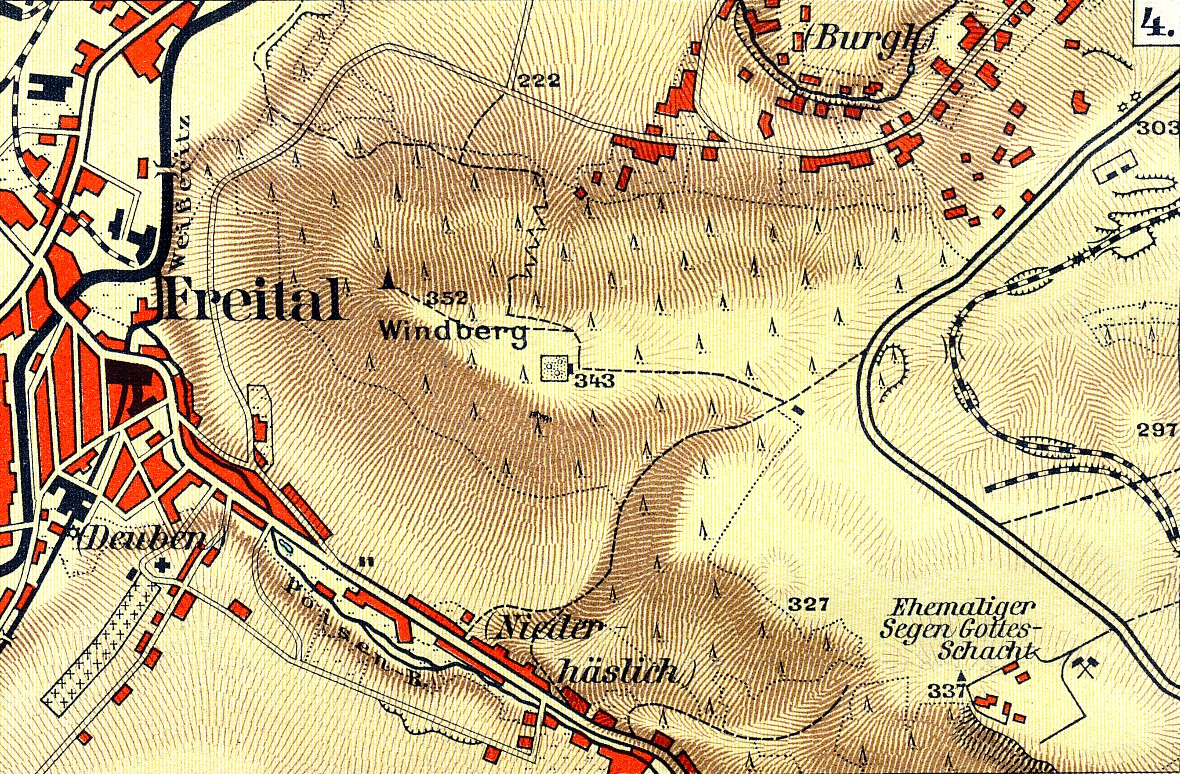
Schraffen auf einer Karte des Windbergs im „Lange-Diercke – Sächsischer Schulatlas“ von 1930

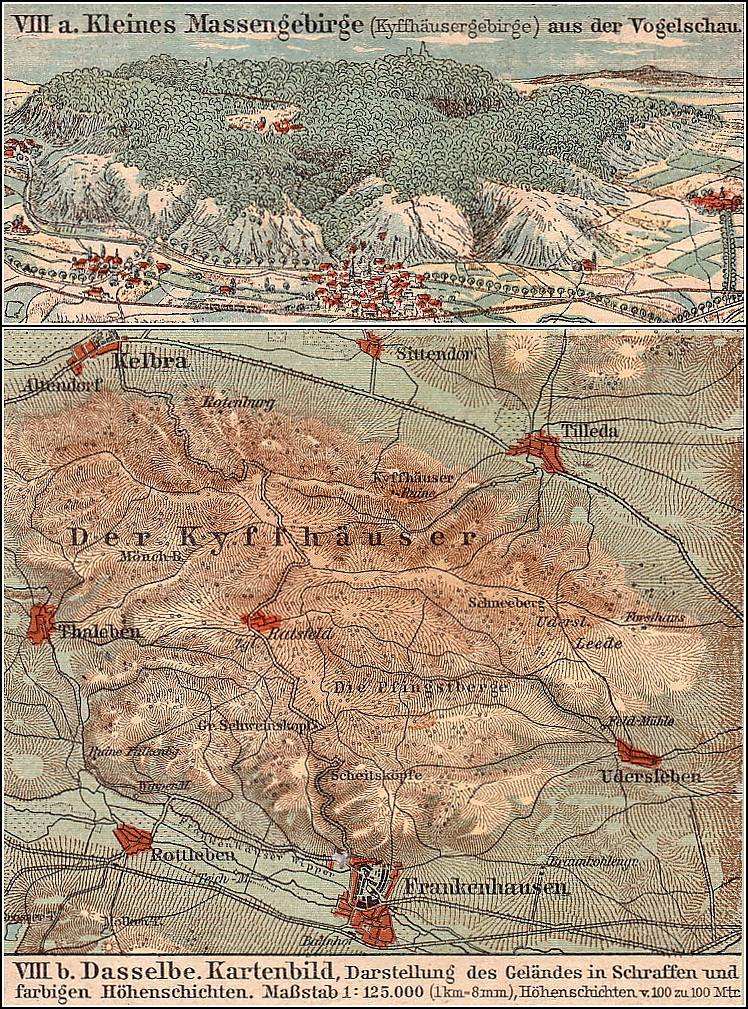
Karte vom Kyffhäuser mit Schraffen

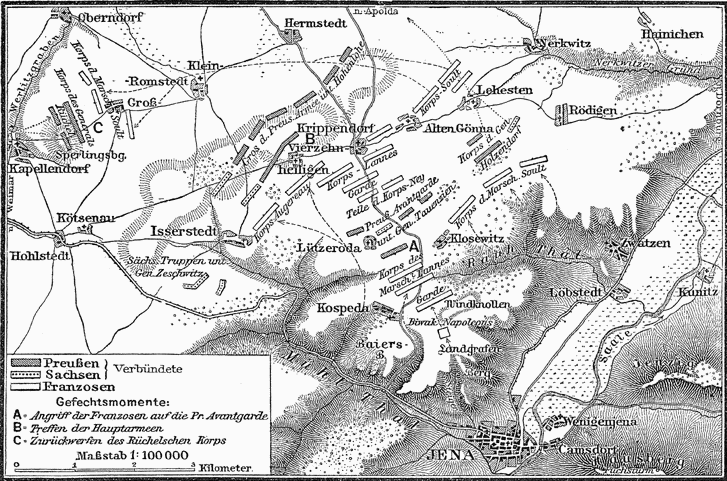
Karte von der Schlacht bei Jena mit Schraffen

Schraffen oder Bergstriche sind eine Methode der Geländedarstellung in topografischen Karten (Landkarten). Durch spezifisch angeordnete und gestaltete Striche wird Neigung oder Schattenfall einer Geländeform veranschaulicht. Solche Schraffen finden sich vor allem in historischen Karten des 19. Jahrhunderts, die mittels Lithografie oder Kupferstich hergestellt wurden.
Böschungsschraffen verlaufen in Richtung des stärksten Gefälles (Falllinie) und variieren dabei in Länge und Breite. Je stärker das Gefälle ist, desto stärker und dichter werden die Schraffen gezeichnet. Schattenschraffen simulieren einen Schattenfall durch Beleuchtung des Geländes vom Nordwesten.
Im Gegensatz zu Schraffen sind Schraffuren Flächenmuster mit regelmäßigen Formen und Abständen.
Schraffen ergeben ein äußerst plastisches Bild des Geländes, haben jedoch auch Nachteile:
- Exakte Höhenangaben sind nicht lesbar, sie müssen durch Höhenpunkte gesondert dargestellt werden.
- In dicht schraffierten Gebieten (Steilhänge, Hochgebirge) lassen sich weitere Informationen (Wege, Bebauung) nur schwer unterbringen.
- Das Gefälle wird auf den Karten zu stark betont, dadurch entsteht ein stufenförmiger Eindruck des Geländes.

Wegen dieser Nachteile werden sie in großmaßstäbigen Karten im Verlaufe des 19. und 20. Jahrhunderts durch Höhenlinien oder Schummerung oder die Kombination von beiden abgelöst. In kleinmaßstäbigen Karten wird  die Schraffendarstellung oft durch eine kolorierte Höhenstufendarstellung (siehe Regionalfarbe) ersetzt.